# Chiesa di San Girolamo dei Croati

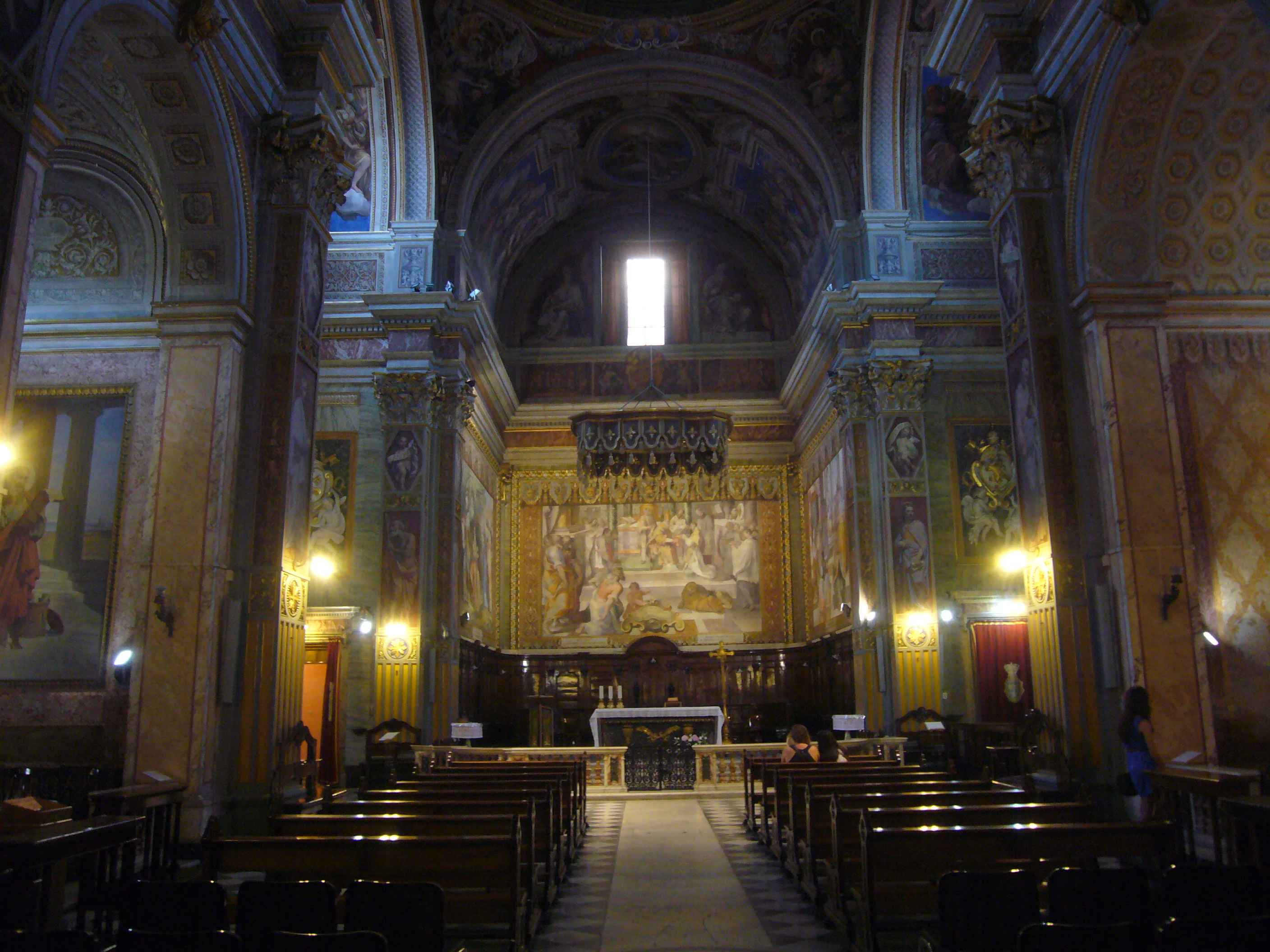
L'interno

La chiesa di San Girolamo dei Croati a Ripetta è un luogo di culto cattolico di Roma, nonché la chiesa nazionale dei croati a Roma. Risulta anche nota con i nomi antichi di San Girolamo degli Illirici e San Girolamo degli Schiavoni. È chiesa rettoria di San Lorenzo in Lucina e titolo cardinalizio.

## Storia
Nella zona, prospiciente il porto di Ripetta, si era insediata fin dal XIV secolo una comunità di profughi sfuggiti ai Turchi dall'Illiria e dalla Schiavonia, ai quali papa Niccolò V concesse nel 1453 l'istituzione di una Congregazione di San Girolamo degli Schiavoni, dotata di un ospizio, di un ospedale, e di una piccola chiesa dell'XI secolo, originariamente chiamata Santa Marina de Posterula, da intitolare a san Girolamo, di ascendenze dalmate.
Nel secolo successivo papa Sisto V, già titolare della chiesa, la fece ricostruire interamente da Martino Longhi il Vecchio tra il 1588 e il 1589, dotandola di un campanile e di ricchi arredi. I marmi per la facciata furono spogliati dal Settizonio.

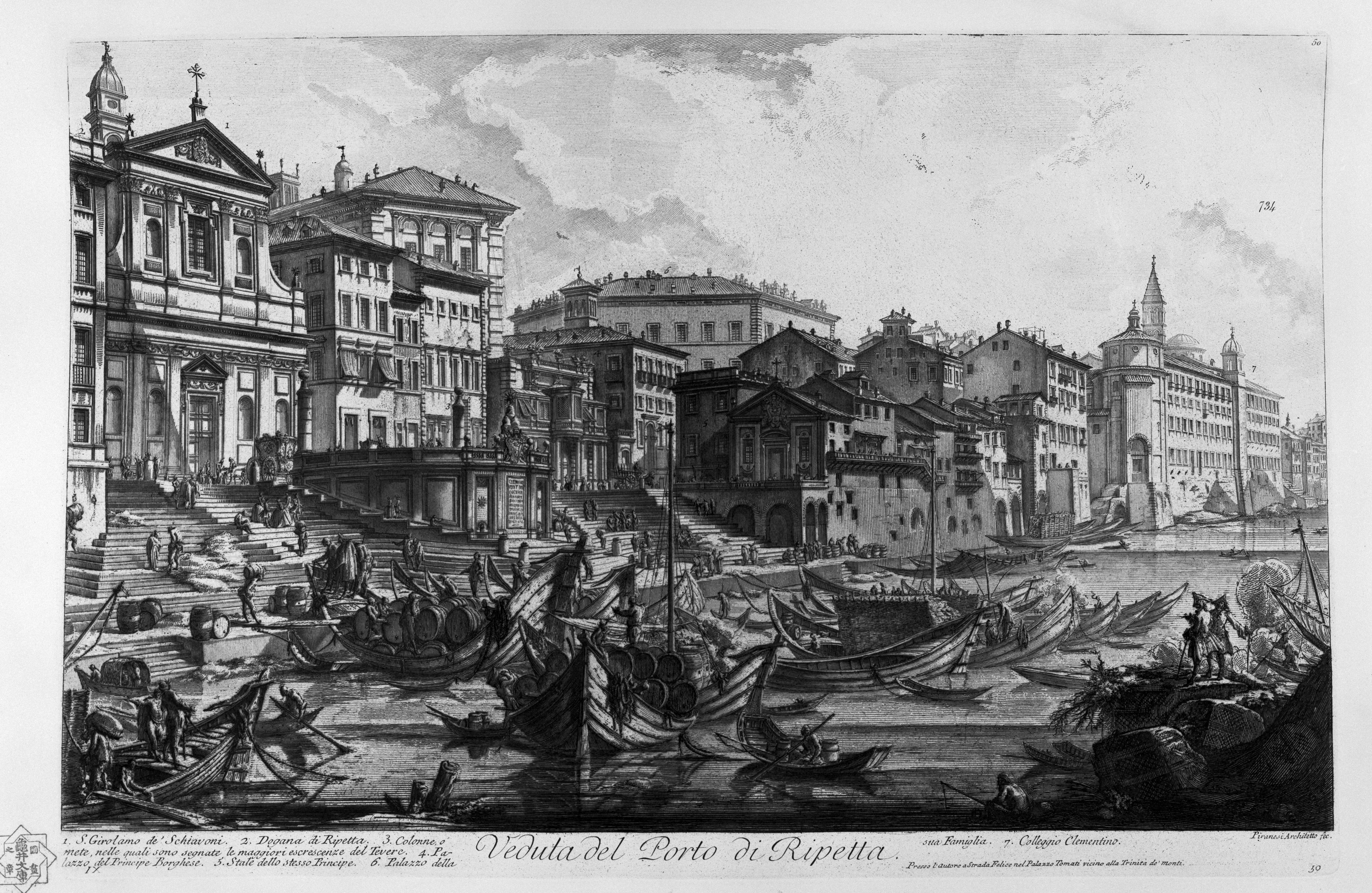
Piranesi, veduta del Porto di Ripetta con San Girolamo (metà XVIII sec.)

Papa Sisto vi istituì, anche, un capitolo che doveva espressamente essere costituito da preti di ascendenza slava. Avrebbe anche voluto portarvi il corpo di san Girolamo dalla basilica di Santa Maria Maggiore, ma non riuscì a dar seguito al suo proposito.
Nel XIX secolo fu massicciamente restaurata da papa Pio IX.
Collocata originariamente lungo la via di Ripetta, nel tessuto urbano fiorito attorno all'omonimo porto, è affiancata dalla chiesa di San Rocco. La demolizione del porto a seguito della sistemazione post-unitaria degli argini del Tevere e lo sventramento degli anni 1930, conseguente alla sistemazione dell'area intorno al Mausoleo di Augusto e all'erezione del complesso dell'Ara pacis, hanno isolato le due chiese, ora connesse da un camminamento sopraelevato.